# Karin van Bijsterveld
Karin van Bijsterveld ('s-Gravenhage, 8 maart 1970) is een Nederlands advocate, mediatrice, (sport)bestuurster en politica. Namens JA21 is ze sinds 13 juni 2023 lid van de Eerste Kamer.

## Levensloop

### Begin carrière
Sinds haar studie rechten in Leiden werkt Van Bijsterveld in de advocatuur. Zij voert als zelfstandig advocaat binnen een maatschap een praktijk waarbij de nadruk ligt op het personen- en familierecht en mediation. Naast haar werk als advocaat is zij bestuurder bij verschillende organisaties.

### Bestuursfuncties
Sinds 2019 is Van Bijsterveld lid van het Topteam Sport en voorzitter van NL-Actief. Sinds 2018 is ze president-Commissaris Raad van Commissarissen Recreatieschap Noord-Holland.
Van juli 2016 tot 2022 was Van Bijsterveld voorzitter van de Stichting Waarborgfonds Sport (SWS).
Van 2009 tot 2012 was Van Bijsterveld de onafhankelijk voorzitter van het Platform Sport Bewegen en Onderwijs.
In december 2012 is zij toegetreden tot de Raad van Toezicht van het Nederlands Instituut voor Sport en Bewegen (NISB).
Van december 2014 tot december 2016 was zij voorzitter van de Europese werkgeversorganisatie in de sport (EASE).
Van 2008 tot 2016 was zij bestuurslid van de Werkgeversorganisatie in de Sport (WOS).
Tevens was Van Bijsterveld van 2011 tot 2017 lid van het bestuur van Tennis Europe en voorzitter van het Junior Committee van Tennis Europe. Van 2012 tot 2017 was zij ook lid van het Junior Committee van de Internationale Tennisfederatie (ITF).
Van 2006 tot 2010 was Van Bijsterveld voorzitter van de tweede sportbond van Nederland, de tennisbond KNLTB. Zij was daarmee de jongste en eerste vrouwelijke voorzitter sinds het ontstaan van de vereniging in 1899.
Op 26 april 2023 werd zij onderscheiden tot Officier in de Orde van Oranje-Nassau.

### Politieke loopbaan
Sinds 13 juni 2023 is Van Bijsterveld lid van de Eerste Kamer.

## Persoonlijk
Van Bijsterveld is getrouwd en heeft drie kinderen.
Ruben Baumgarten · Karin van Bijsterveld · Annabel Nanninga
- Parlement.com: vm1clv2mkqz5